# 沁远堂
沁远堂位于江苏省苏州市吴中区金庭镇堂里村花园街5号，是一座建于清代的古建筑。2009年7月10日列为苏州市文物保护单位。